# Run the Jewels
Run the Jewels je americké hiphopové duo, jehož členy jsou El-P a Killer Mike. Ti se poprvé setkali v roce 2011. Následujícího roku El-P produkoval album druhého člena nazvané R.A.P. Music. Killer Mike se téhož roku podílel na albu El-P s názvem Cancer 4 Cure. V roce 2013 duo začalo vystupovat společně pod názvem Run the Jewels. V červnu téhož roku vydali své první společné album Run the Jewels, na které v říjnu 2014 navázala deska Run the Jewels 2 a v prosinci 2016 pak Run the Jewels 3.